# Helong Manzu Xiang
Helong Manzu Xiang (kinesiska: 和隆满族乡, 和隆) är en socken i Kina. Den ligger i provinsen Liaoning, i den nordöstra delen av landet, omkring 140 kilometer nordost om provinshuvudstaden Shenyang. Antalet invånare är 13355. Befolkningen består av 6 529 kvinnor och 6 826 män. Barn under 15 år utgör 14,0 %, vuxna 15-64 år 77 %, och äldre över 65 år 7,0 %.
Genomsnittlig årsnederbörd är 1 114 millimeter. Den regnigaste månaden är juli, med i genomsnitt 254 mm nederbörd, och den torraste är januari, med 10 mm nederbörd.